# Championnat de Chypre de football 1935-1936
Navigation
Saison précédente Saison suivante
La saison 1935-1936 du Championnat de Chypre de football était la 2e édition officielle du championnat de première division à Chypre. Les huit meilleurs clubs du pays se retrouvent au sein d'une poule unique, la Cypriot First Division, où ils s'affrontent deux fois, à domicile et à l'extérieur.
C'est le club de l'APOEL Nicosie qui remporte la compétition en terminant en tête du championnat. C'est le tout premier titre de champion de Chypre de l'histoire du club. Le tenant du titre, le Trast AC, se classe 2e à 4 points de l'APOEL mais remporte un nouveau trophée après sa nouvelle victoire en Coupe de Chypre.

## Les 8 clubs participants
| - Trast AC - APOEL Nicosie - Anorthosis Famagouste - Olympiakos Nicosie | - Çetinkaya Türk SK - AEL Limassol - Aris Limassol - EPA Larnaca |

## Compétition

### Classement
Le barème utilisé pour établir le classement est le suivant :
- Victoire : 2 points
- Match nul : 1 point
- Défaite : 0 point

| Rang | Équipe                | Pts | J  | G  | N | P  | Bp | Bc | Diff |
| ---- | --------------------- | --- | -- | -- | - | -- | -- | -- | ---- |
| 1    | APOEL Nicosie         | 24  | 14 | 12 | 0 | 2  | 52 | 15 | +37  |
| 2    | Trast AC T C          | 20  | 14 | 9  | 2 | 3  | 39 | 21 | +18  |
| 3    | Çetinkaya Türk SK     | 19  | 14 | 9  | 1 | 4  | 28 | 21 | +7   |
| 4    | AEL Limassol          | 17  | 14 | 8  | 1 | 5  | 35 | 17 | +18  |
| 5    | Aris Limassol         | 16  | 14 | 8  | 0 | 6  | 37 | 33 | +4   |
| 6    | Olympiakos Nicosie    | 9   | 14 | 4  | 1 | 9  | 23 | 56 | -33  |
| 7    | Anorthosis Famagouste | 5   | 14 | 2  | 1 | 11 | 14 | 38 | -24  |
| 8    | EPA Larnaca           | 2   | 14 | 0  | 2 | 12 | 8  | 35 | -27  |

|  | Vainqueur du championnat de Chypre 1935-1936                                           |
|  | T : Tenant du titre C : Vainqueur de la Coupe de Chypre P : Promu de deuxième division |

## Bilan de la saison
| Championnat de Chypre de football 1935-1936 |                           |
| Champion                                    | APOEL Nicosie (1er titre) |
| Coupes et trophées                          |                           |
| Vainqueur de la Coupe de Chypre 1935-1936   | Trast AC                  |
| Promotions et relégations                   |                           |
| Promus en Cypriot First Division            | Aucun                     |
| Relégués en Cypriot Second Division         | Aucun                     |